# 普朗克原理
普朗克原理（英語：Planck's principle），即：科学的变化不是因为科学家改变了观点，而是因为历代的科学家有不同的观点。

## 提出
早有科学家认为老一代科学家难以接受新的观点。达尔文在《物种起源》结尾写道：“虽然我完全相信本卷里以摘要形式给出的各种观点的真实性，但我绝不期望能说服那些有经验的自然学者们，他们头脑里充满了长期以来以直接与我对立的观点所看到的大量事实。”
马克斯·普朗克在其自传写道：“新的科学真理不是靠说服反对者并使他们看到光明而获胜，而主要因为反对者终于死去了，熟悉这一真理的新的一代成长了。”也可以简写为“科学随着一次又一次的葬礼而进步”。这一观点被带有幽默意味地称为普朗克原理。

## 争论
托马斯·库恩、保罗·费耶阿本德、莫兰·瑟夫等科学知识社会学学者都曾引用普朗克的名言，认为科学革命是非理性的，而不是通过“真理和事实的力量”传播的。
然而，关于进化论的研究发现，在达尔文发表《物种起源》后的几年里，对于进化论的接受，年龄是一个次要因素。关于板块构造学说的研究发现，年长的科学家比年轻的科学家更早接受板块构造学说。